# 須磨区

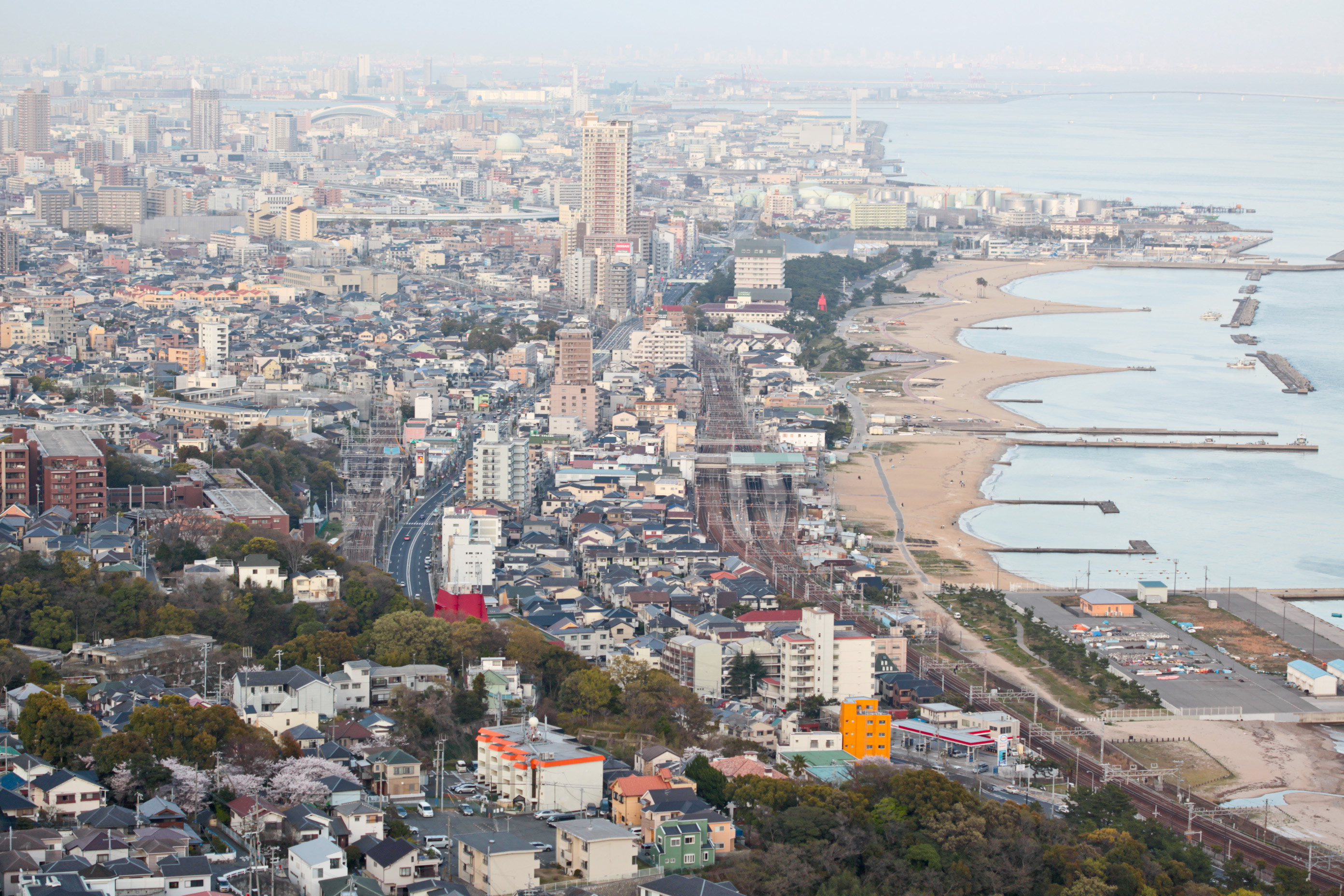
須磨市街地

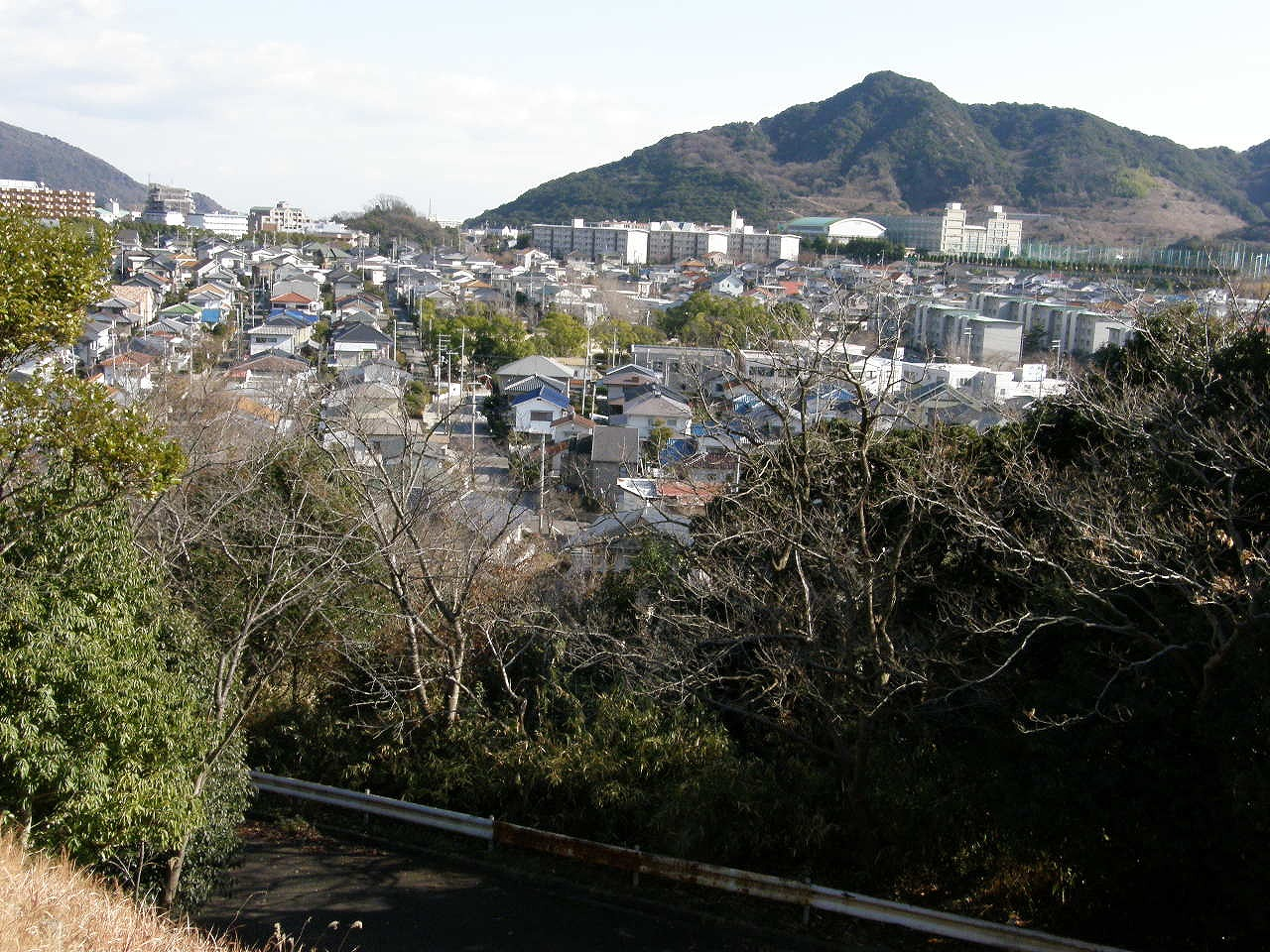
人口が集中する須磨ニュータウン

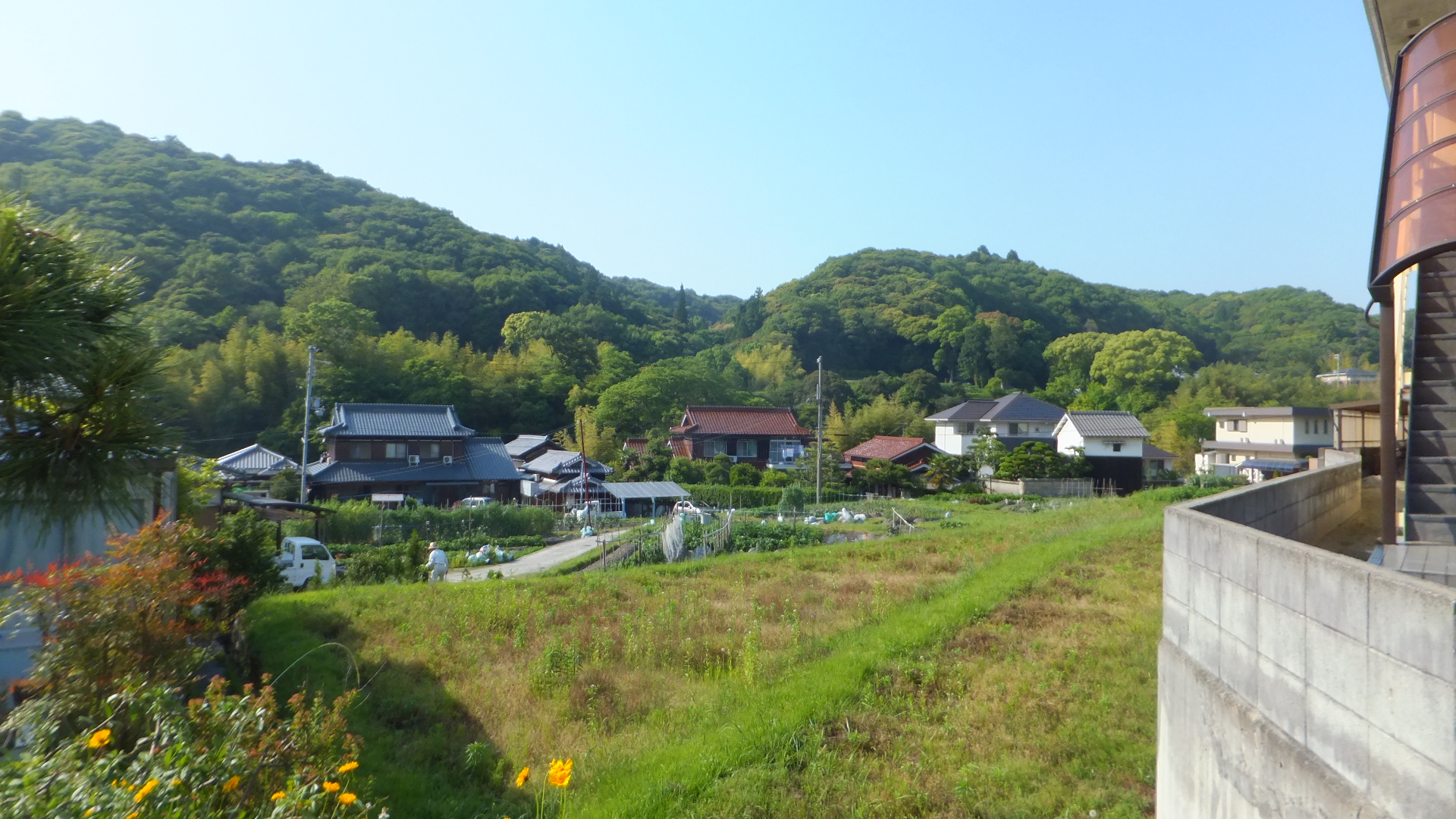
北区と西区の境目に残る農村地帯
白川字下測地で撮影

須磨区（すまく）は、神戸市を構成する9区のうちのひとつで、同市の西部に位置する。
南部の板宿を中心とする旧市街地、北部の妙法寺や名谷を中心とする新興市街地など様々な街の景色を持つ。また、須磨海岸は古来より白砂青松の美しい砂浜を持つ海岸として有名で、近年は京阪神地域随一の海水浴場でもある。

## 地理
六甲連山西端の鉢伏山がそのまま大阪湾へ落ち込み、鉢伏山の西を流れる堺川（近世は境川と表記）が摂津国（畿内）と播磨国（山陽道）の国境となる。堺川は現在も当区と垂水区の区境となっている。
大化の改新直後の畿内の西端「赤石の櫛淵」も、一説には鉢伏山南麓に形成されたいくつもの開析谷に海水が侵入して溺れ谷の形状を呈し、櫛状に淵が並ぶ様を指したとされる。鉢伏山南麓から鉄拐山南東麓にかけては、平安時代末期に一ノ谷の戦いの舞台にもなった。
須磨の地名は隅っこの「スミ」が転訛し、それに当て字したものといわれている。他の説としては州浜から州間になった説や住まいなどの意味の栖間（スミマ）が簡略されたものや、諏訪神社のスワがなまったものなどの説がある。現在用いている須磨の字は鎌倉時代ごろからの自治、須磨村（江戸時代に東須磨と西須磨に分割）からあてられており他にも須末・州磨・須麻・周麻・周間・珠馬・為間などといろいろな字があてられていた。
「須磨」の名は、『源氏物語』や治承・寿永の乱（源平合戦）の一ノ谷の戦いなどに見える。歴史に因んだ町名や、古くは溜池が多かったため池の付く町名も多い。
由緒ある地域ではあるが、基本的には関西圏の近郊住宅地という要素が強い。また大阪湾内では有数の海水浴場があり、多くの行楽客が訪れる。区中央部に位置する高取山、横尾山をへだてて、南部が古くからの住宅地、北部がニュータウンという構成。人口の分布ではニュータウンの比率が高い。
北部の住宅地開拓においては、宮崎辰雄市制の「山、海へ行く」のスローガンの元、山地・丘陵を削って採取した大量の土砂が14.5kmにもおよぶベルトコンベヤ（須磨ベルトコンベヤ）と運搬船によって2005年9月まで神戸沖へと輸送され続け、それらは人工島のポートアイランド・六甲アイランド・神戸空港の礎になっている。
山（六甲山系）
鉢伏山、旗振山、鉄拐山、高倉山（おらがやま）、栂尾山、横尾山、東山（須磨アルプス）、桂尾山、高取山（鷹取山、神撫山）
海
須磨海岸、須磨の浦、須磨浦漁港、須磨港（須磨ヨットハーバー）
河川
妙法寺川、天井川、横谷川、落合川、奥妙法寺川、獅子堀川、禅昌寺川、千森川、赤旗谷川、市の子川、一ノ谷川、伊川、滝ヶ谷川、福田川、小川、塩屋川、白川
湖沼
獅子ヶ池、その他にも池がある

## 歴史

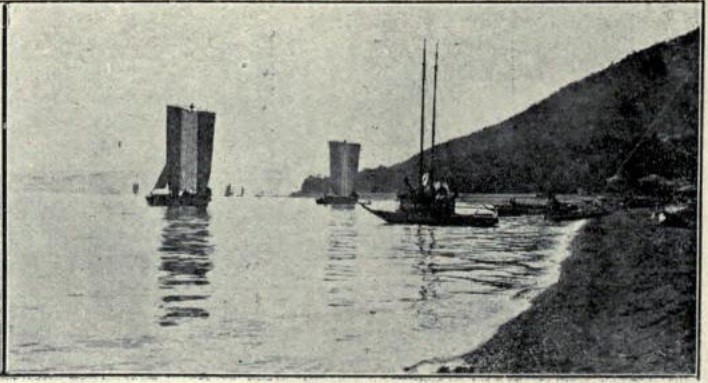
明治時代の須磨

- 平安時代 - 平安京に住む人々のわび住まいの場所、もしくは流刑のうちで最も軽い場所、近流の場所として散見される。
  - 菅原道真は大宰府への左遷の際にここに立ち寄り、それを慕った松が京からここまで飛んだという伝説があり、現在須磨区には飛松という地名として現存する。板宿八幡神社にその松の切り株が奉納されている。
  - 六歌仙在原業平の兄、在原行平が光孝天皇の怒りを買い流された地。
  - 源氏物語には「須磨」の巻があり、政争に敗れた光源氏が一時蟄居し、明石の君と出会う。
- 須磨は歌枕として名高く、区内にはさまざまな句碑・歌碑がある。
  - かつて アメリカのロックバンド「ザ・ビーチ・ボーイズ」が「スマハマ（Sumahama）」という曲を日本語の歌詞を交え歌ったことでも知られる。
- 上記の 在原行平が制作したと伝えられている 一弦琴須磨琴発祥の地である。
- 明治時代～大正時代 - 華族、財界人の別荘地として開発が進む。
  - 1889年（明治22年） - 須磨浦療病院（日本初のサナトリウムとされる）開設。正岡子規などが逗留。
  - 1893年（明治26年） - 住友友純が住友別邸を建築。
  - 1914年（大正3年） - 天皇の宿泊を主目的に武庫離宮（現在の須磨離宮公園）を建築。
- 1933年（昭和8年）10月20日 - 妙法寺川沖合で客船「屋島丸（946トン）」が暴風雨のため沈没。多くの乗員乗客が須磨一帯の海岸に到達するも[3]乗客41人、船員26人死亡、乗客2人行方不明[4]。
- 2013年（平成25年）12月24日 - 区のマスコットキャラクター「すまぼう」誕生[5]

### 沿革
- 1931年（昭和6年）9月1日 - 神戸市での区制の施行により、武庫郡須磨町だった区域（大字池田を除く）に本区を設置[1]。
- 1941年（昭和16年）7月11日 - 神戸市が明石郡垂水町を編入。本区の一部となる。
- 1945年（昭和20年）5月1日 - 行政区の再編により、林田区の一部（常盤町・千歳町・大池町一 - 四丁目）を編入。大字西代が長田区の一部となる。
- 1946年（昭和21年）11月1日 - 明石郡垂水町だった区域に垂水区を設置。
- 1977年（昭和52年）6月6日 - 垂水区の一部（須磨ニュータウンのうち名谷団地）を編入。
- 1985年（昭和60年）2月1日 - 垂水区・西区の各一部（神戸総合運動公園・神戸流通業務団地の区域）を編入。

### 地名の由来
白川
古くは古神戸湖の底であったため、蓄積された石灰質などが雨がふると川に流れ白濁したことからつけられた。
関守町
和歌などにでてくる須磨の関屋・関守があったとされることから。実際には関屋跡は不明で、関屋跡の標石は明治時代現光寺から出土したものを兵庫県が関守稲荷の境内に立てたものがある。
飛松
菅原道真が大宰府へ左遷されるとき、ここに立ち寄ったとき、京にいたとき慕っていた松が飛んできたという伝説から。または、下記の「板の宿」への返礼として大宰府から飛来したという説もある。
板宿
左遷途上の菅原道真一行が当地で宿に困り、近隣住民が有り合わせの板で臨時の宿を作って助けたという伝説による。
月見山
須磨に滞在した在原行平が稲葉山の高台から月見をした伝承から。行平の月見は広く知られるようになり、都人にとって須磨は月の名所として知られ、稲葉山は月見山と呼ばれるようになった。行平が月見した高台は須磨離宮公園内に位置する。
中落合・北落合・南落合・東落合・西落合
須磨ニュータウンを造成する際、名谷駅北側にある落合池を中心に、落合池がある中落合、その北を北落合、その南を南落合、その東を東落合、その西を西落合とした。

## 人口
- 1935年　 94,382
- 1940年　113,212
- 1945年　 78,995
- 1947年　 57,923
- 1950年　 68,086
- 1955年　 80,083
- 1960年　 93,578
- 1965年　103,509
- 1970年　111,123
- 1975年　125,550
- 1980年　155,683
- 1985年　181,966
- 1990年　188,119
- 1995年　176,507
- 2000年　174,056
- 2005年　171,628
- 2010年　167,475
- 2015年　162,468
- 2020年　158,719

### 見解
2014年（平成26年）5月8日に「日本創成会議・人口減少問題検討分科会」が発表した2040年人口推計結果で、20歳から39歳までの若年女性の減少率が2010年（平成22年）比で51.4%となり、「消滅可能性都市」の1つとされた。

## 大字・町丁

### 町名

#### 須磨地区
古くからある街であり、一ノ谷の戦いなどの史跡、須磨海岸・神戸市立須磨海浜水族園などの文化施設・観光施設が集中している。

#### 北須磨地区

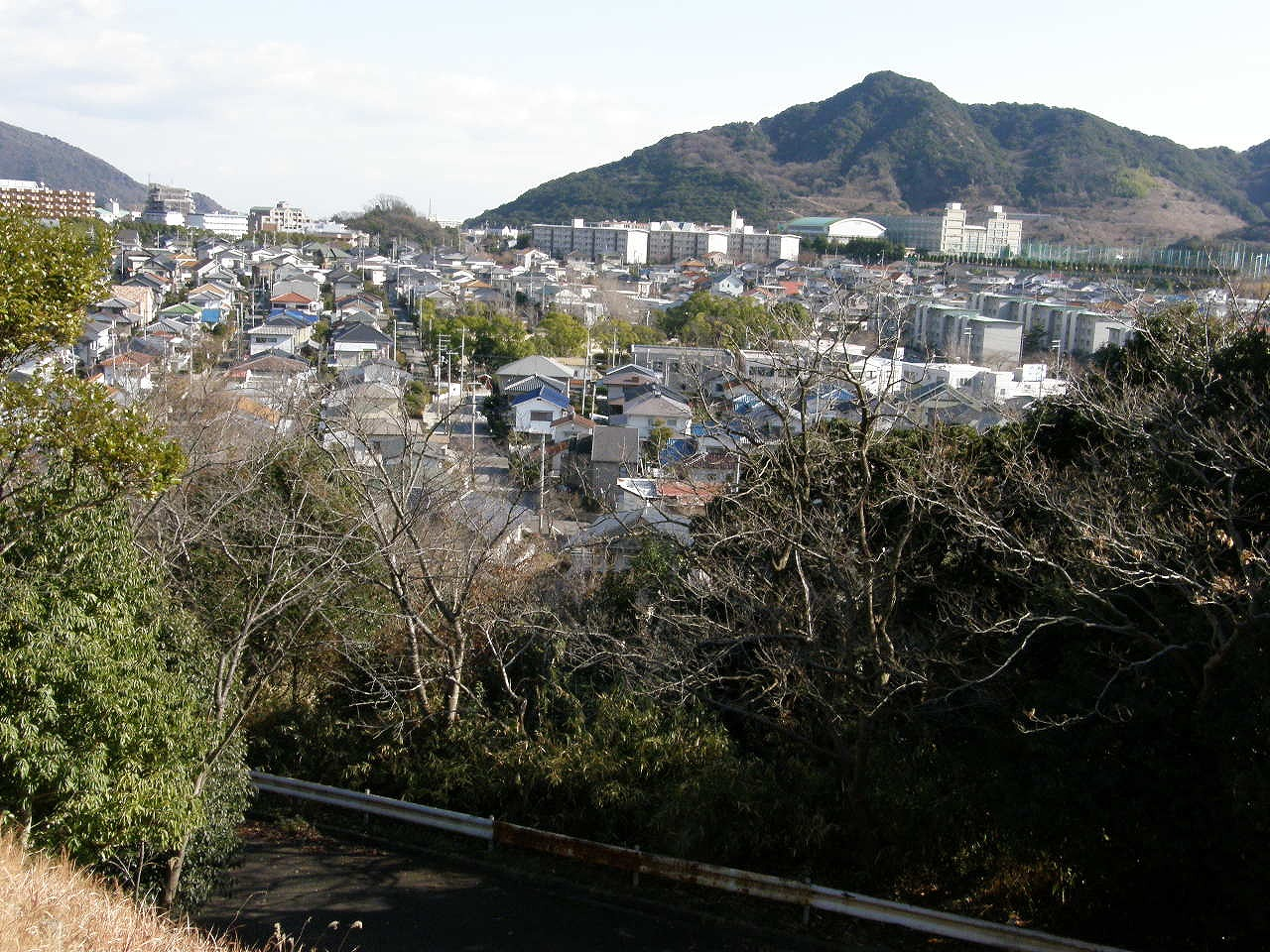
北須磨地区の新興住宅地
友が丘で撮影

大半は須磨ニュータウンであるが、農地が残されている箇所もある。また、神戸総合運動公園などの公園施設がある。白川は農村地帯である。また、垂水区名谷町から編入している地区がある。

### 消滅した大字・町丁
| 消滅前の大字・町丁 | 誕生年月日 | 消滅年月日 | 現在の大字・町丁 |
| ------------------ | ---------- | ---------- | ---------------- |
| 山畑町             | 1923年5月  | 1969年     | 若木町           |
| 上細沢町           | 1924年5月  | 1969年     | 若木町           |
| 東細沢町           | 1924年5月  | 1969年     | 若木町           |

#### 大字・町丁の変遷
- 1923年3月 - 板宿字戎田・同字下平田・同字庄ノ池西・同字笹ノ子・同字績路・同字黒土・同字常ノ加市・西代字トサキから戎町が誕生する[9]。
- 1923年5月 - 東須磨字奥山畑・同字口山畑から山畑町が誕生する[7]。
- 1923年12月 - 板宿字河原・同字前・同字辺良町・同字坂千代・同字東所・同字得能・同字上野山・同字西所・同字馬草谷・同字小屋ヶ谷から板宿町が誕生する[10]。
- 1923年12月 - 東須磨字大池から分離して大池町が誕生する[9]。
- 1923年12月 - 東須磨字大田から分離して大田町が誕生する[9]。
- 1923年12月 - 須磨字大手前・同字大手後・同字大手東・同字観音林・同字寺ノ東・同字寺ノ西・同字閑田寺・同字鐘鋳場・同字北ノ所・同字中ノ所・同字西ノ所・同字東ノ所・同字子守前・同字竹ノ花・同字上庄条・同字下庄条・同字三ノ井、板宿字加古・同字鶴ノ池・同字坂千代から大手町が誕生する[7]。
- 1923年12月 - 板宿字北ケ市・同字土佐・同字川ノ平から川上町が誕生する[8]。
- 1924年5月 - 東須磨字荒堀・同字不毛・同字松ノ下・同字替地・同字仲ノ前・同字法花・同字坊敷・同字山ケ坪・同字平松・同字堂田尻から、磯馴町が誕生する。[11]
- 1924年5月 - 東須磨字西細沢・同字寺ヶ畑・同字兼広から細沢町が誕生する[8]。
- 1924年5月 - 東須磨字西細沢・同字椎木谷・同字東小作・同字下り畑ケから東細沢町が誕生する[8]。
- 1924年 - 稲葉町が誕生する[12]。
- 1930年5月 - 奥山畑町が誕生する[7]。
- 1930年7月 - 西須磨字一ノ谷東・同字一ノ谷中東上・同字一ノ谷中・同字一ノ谷西・同字二ノ谷西・同字二ノ谷上・同字二ノ谷下・同字三ノ谷草苅場・同字三ノ谷西平・同字三ノ谷・同字堀切・同字宗兵衛新田から一ノ谷町 が誕生する[10]。
- 1936年9月 - 西代字中ノ庄池下・同字鬼ヶ平、板宿村土佐から永楽町が誕生する[12]。
- 1966年6月 - 上手崎町・下手崎町の一部から青葉町が誕生する[11]。
- 1977年 - 垂水区名谷町奥畑字神ノ谷から当区に編入され神の谷が誕生する[7]。
- 2014年3月 - 妙法寺字乗越・同字東畑・同字万上畑・同字辻堂山・同字辻堂・同字桜ノ界地・同字中田・同字杉原山から、桜の杜が誕生する[5][13]。

## 地域

### 役所・出張所
- 須磨区役所
- 須磨区役所北須磨支所

### 公共施設

#### 警察
- 須磨警察署

#### 消防
- 神戸市須磨消防署
  - 板宿出張所
  - 北須磨出張所

#### 郵便局
- 須磨郵便局

#### 図書館
- 須磨図書館
- 名谷図書館

### 健康
- 新須磨病院
- 須磨浦病院 - ウェイバックマシン（2002年3月28日アーカイブ分）
- 須磨裕厚病院
- 医療法人一高会 野村海浜病院
- 国立病院機構神戸医療センター（旧：国立神戸病院）
- 医療法人社団菫会 北須磨病院
- 尾原病院
- 高橋病院
- 新須磨リハビリテーション病院
- 三輪外科 - ウェイバックマシン（1999年12月15日アーカイブ分）

### 集合住宅

#### 大規模マンション
- グレーシィ須磨アルテピア
- プレサンスロジェ須磨妙法寺桜の杜WESTHILLS
- 須磨シーサイドヒルズII
- ルネ須磨
- 須磨パークヒルズ
- 須磨コーストタワー
- ジークレフ神戸名谷

#### 住宅団地
須磨ニュータウン開発によるもの
- 都市再生機構高倉台団地
- 都市再生機構名谷団地
- 都市再生機構落合団地
- 都市再生機構名谷駅前団地
- 都市再生機構落合第2団地
- 都市再生機構名谷公園前団地
- 都市再生機構落合第3団地
- 都市再生機構横尾団地
- 都市再生機構ルゼフィール名谷東
- 県営白川台住宅
- 市営樫原住宅
- 市営神の谷住宅
- 市営北落合住宅
- 市営白川住宅
- 市営菅の台住宅
- 市営中落合住宅
- 市営西落合住宅
- 市営東落合住宅
- 市営南落合住宅
- 市営名谷駅前住宅
- 市営横尾住宅
- 市営竜が台住宅
- 市営竜が台住宅
- 白川台農住団地
- 北須磨団地
- 高倉台団地
- 名谷団地
- 横尾団地
- 白川台ハイツ

須磨ニュータウン以外のもの
- 都市再生機構フレール須磨たかとり
- 県営水野住宅
- 市営大池西住宅
- 市営須磨大池住宅
- 市営松風住宅
- 市営若草住宅
- 霊友会社宅
- トマト銀行東須磨社宅
- 太陽鉱工一の谷社宅
- 川崎重工須磨寺社宅
- 三菱重工業神戸造船所山畑社宅

## 教育

### 大学
- 神戸大学（医学部保健学科・大学院保健学研究科）
- 神戸女子大学

### 高等学校
- 兵庫県立北須磨高等学校
- 兵庫県立須磨東高等学校
- 兵庫県立須磨友が丘高等学校
- 神戸市立須磨翔風高等学校
- 滝川中学校・高等学校
- 須磨学園中学校・高等学校
- 兵庫大学附属須磨ノ浦高等学校
- 啓明学院高等学校
- 神戸星城高等学校
- 神戸国際高等学校

### 中学校
- 神戸市立太田中学校
  - 神戸市立丸山中学校西野分校
- 神戸市立鷹取中学校
- 神戸市立飛松中学校
- 神戸市立白川台中学校
- 神戸市立須磨北中学校
- 神戸市立高倉中学校[14]
- 神戸市立竜が台中学校
- 神戸市立東落合中学校
- 神戸市立友が丘中学校
- 神戸市立横尾中学校
- 神戸市立西落合中学校
- 滝川中学校
- 啓明学院中学校
- 神戸国際中学校
- 須磨学園中学校

### 小学校
- 神戸市立だいち小学校[15]
- 神戸市立若宮小学校
- 神戸市立西須磨小学校[16]
- 神戸市立北須磨小学校[17]
- 神戸市立多井畑小学校[18]
- 神戸市立板宿小学校[19]
- 神戸市立東須磨小学校
- 神戸市立妙法寺小学校[20]
- 神戸市立白川小学校[21]
- 神戸市立高倉台小学校[22]
- 神戸市立菅の台小学校[23]
- 神戸市立東落合小学校[24]
- 神戸市立竜が台小学校[25]
- 神戸市立西落合小学校[26]
- 神戸市立横尾小学校[27]
- 神戸市立若草小学校[28]
- 神戸市立松尾小学校[29]
- 神戸市立神の谷小学校
- 神戸市立花谷小学校[30]
- 神戸市立南落合小学校[31]
- 須磨浦小学校[32]

## 隣接している区
- 垂水区、長田区、西区、北区

## 交通

### 鉄道路線
- 中心駅 : 名谷駅、板宿駅
- 西日本旅客鉄道（JR西日本）・日本貨物鉄道（JR貨物）
  - 山陽本線（JR神戸線）：（列車線）神戸貨物ターミナル駅、（電車線）鷹取駅 - 須磨海浜公園駅 - 須磨駅
  - その他、山陽新幹線が新神戸駅 - 西明石駅間で当区を通過しているが、ほとんどがトンネル区間である。
- 山陽電気鉄道
  - 本線：板宿駅 - 東須磨駅 - 月見山駅 - 須磨寺駅 - 山陽須磨駅 - 須磨浦公園駅
  - 須磨浦ロープウェイ：須磨浦公園駅 - 鉢伏山上駅
- 神戸市営地下鉄
  - 西神・山手線：板宿駅 - 妙法寺駅 - 名谷駅 - 総合運動公園駅

※都道府県庁への連絡…須磨区海岸部からは、JR神戸線にて須磨駅→元町駅、山陽電鉄にて山陽須磨駅→花隈駅。須磨区南中部・北部からは神戸市営地下鉄を利用→県庁前駅。

### 路線バス
- 神戸市営バス - 区内の大部分を運行し、一部は神姫バスや山陽バスと共同運行を行っている。担当営業所は落合営業所だが、一部は松原営業所（兵庫区）も担当。
- 神姫バス - 西神営業所（西区）が中央区の神戸駅南口から本区の白川台を経由して西区の押部谷(栄)まで向かう路線や同営業所や明石営業所（同じく西区）が名谷駅から西区の伊川谷駅を経由して明石市の明石駅まで向かう路線の他2018年4月1日から本区を通る神戸市営バスの71系統と75系統の一部が神姫バスの運転に変更して共同運行路線を行うことになった。
- 山陽バス - 名谷駅から垂水区方面に向かう路線を担当し、一部は神戸市営バスと共同運行を行っている。

### 道路
阪神高速道路

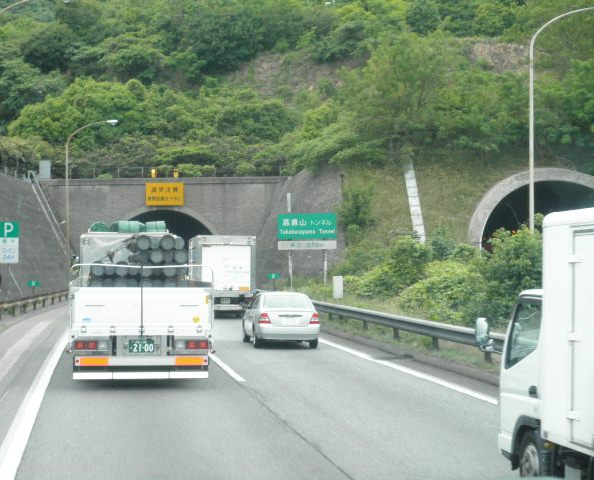
第二神明道路須磨料金所西方
西須磨で撮影

- 3号神戸線：若宮出入口・若宮カーブ・月見山出入口
- 31号神戸山手線：妙法寺出入口・白川南出入口・白川ジャンクション

一般有料道路
- 第二神明道路
  - 須磨インターチェンジ

一般国道
- 国道2号
- 国道28号（区内は2号重複）
- 国道250号（区内は2号重複）

主要地方道
- 兵庫県道16号明石神戸宝塚線
- 兵庫県道21号神戸明石線
- 兵庫県道22号神戸三木線
- 兵庫県道65号神戸加古川姫路線

一般県道
- 兵庫県道199号須磨停車場線

神戸市道
- 神戸市道夢野白川線(旧・西神戸有料道路)

## 名所・旧跡・観光スポット・祭事・催事
自然
- 馬の背

博物館・公園など
- 須磨離宮公園
- 妙法寺川公園
- 神戸須磨シーワールド
- 須磨海水浴場
- 須磨海浜公園
- 須磨浦公園
- 須磨浦山上遊園
- 奥須磨公園
- 須磨海づり公園
- 神戸市立須磨ヨットハーバー（こうべすま海の駅）
- 神戸総合運動公園
  - 神戸総合運動公園野球場（ほっともっとフィールド神戸）（オリックス・バファローズの準本拠地）

社寺・旧跡
- 須磨寺 - 新西国三十三箇所観音霊場第24番
- 現光寺
- 禅昌寺
- 和田岬灯台
- 安徳帝内裏跡伝説地
- 松風村雨堂 - 在原行平の愛人で多井畑の村長の娘「もしほ」（松風）と「こふじ」（村雨）が行平を偲んで庵を結んだ跡。
- 敦盛塚
- 関守稲荷神社
  - 須磨の関守跡
- 村上帝社
- 多井畑厄除八幡宮 - 日本で最古の厄除八幡宮
- 綱敷天満宮
- 妙法寺
- 大歳神社
- 那須神社
- 北向八幡宮

主な西洋館
- 旧室谷家住宅 - 1919年（大正8年）築、旧・登録有形文化財（2007年に取り壊されて現存しない）
- 上田邸
- 西尾家住宅 - 1920年（大正9年）築、設楽貞雄設計、本館、松風閣、真珠亭、西洋庭園、日本庭園が神戸市指定文化財。現神戸迎賓館須磨離宮 Vizcaya Garden
- 萩野邸洋館
- 須磨観光ハウス - 1938年（昭和13年）築
- 鶴崎邸（鶴崎平三郎邸）

## 温泉
- 神戸須磨温泉（寿楼 臨水亭）[33]

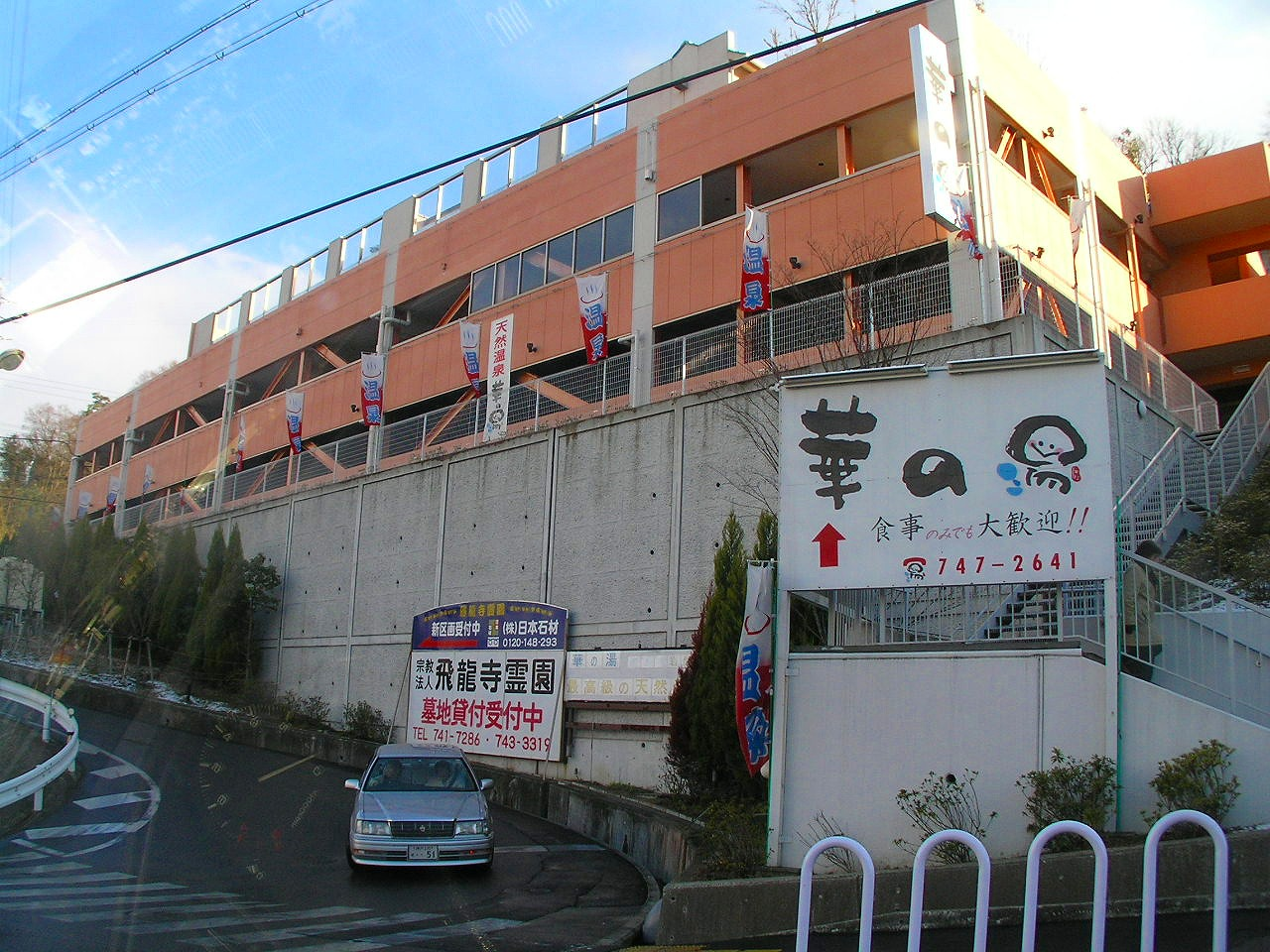
華の湯

- 華の湯（低張性・弱アルカリ性の単純弱放射能冷鉱泉）[34]
- チムジルバンスパ神戸（炭酸泉）[35]

## 須磨区に本拠を置く企業
- G-7ホールディングス（小売業）[36]
- シャルレ（下着メーカー・卸売業）[37]
- バス・コーポレーション（靴メーカー）[38]
- ナガタ薬品（ドラッグストア「アルカ」を展開）
- ユナイトサービス（電気工事）
- モンノ（土木建設）
- 多田（土木建設）
- カコテクノス（製造業）

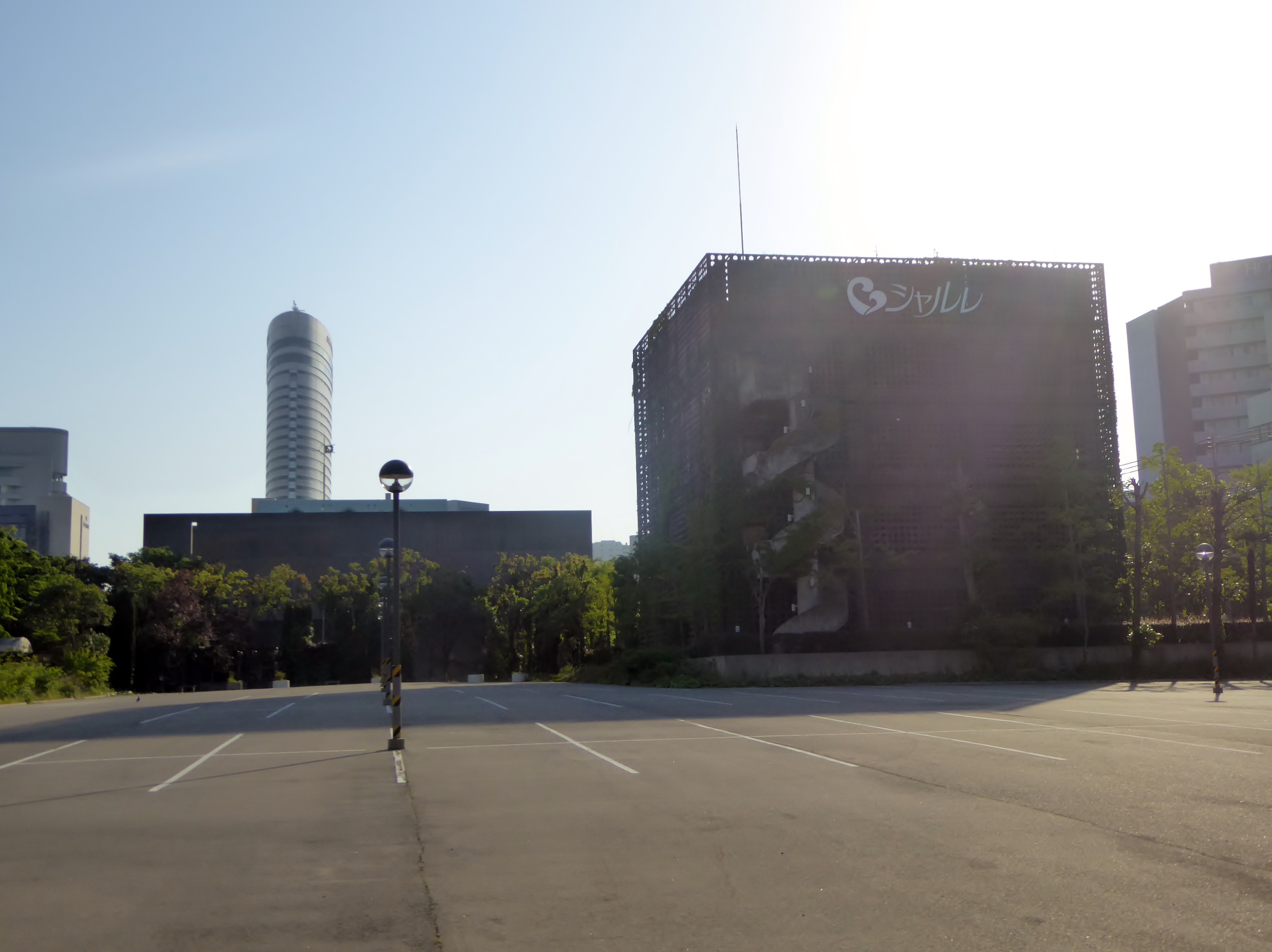
シャルレ本社
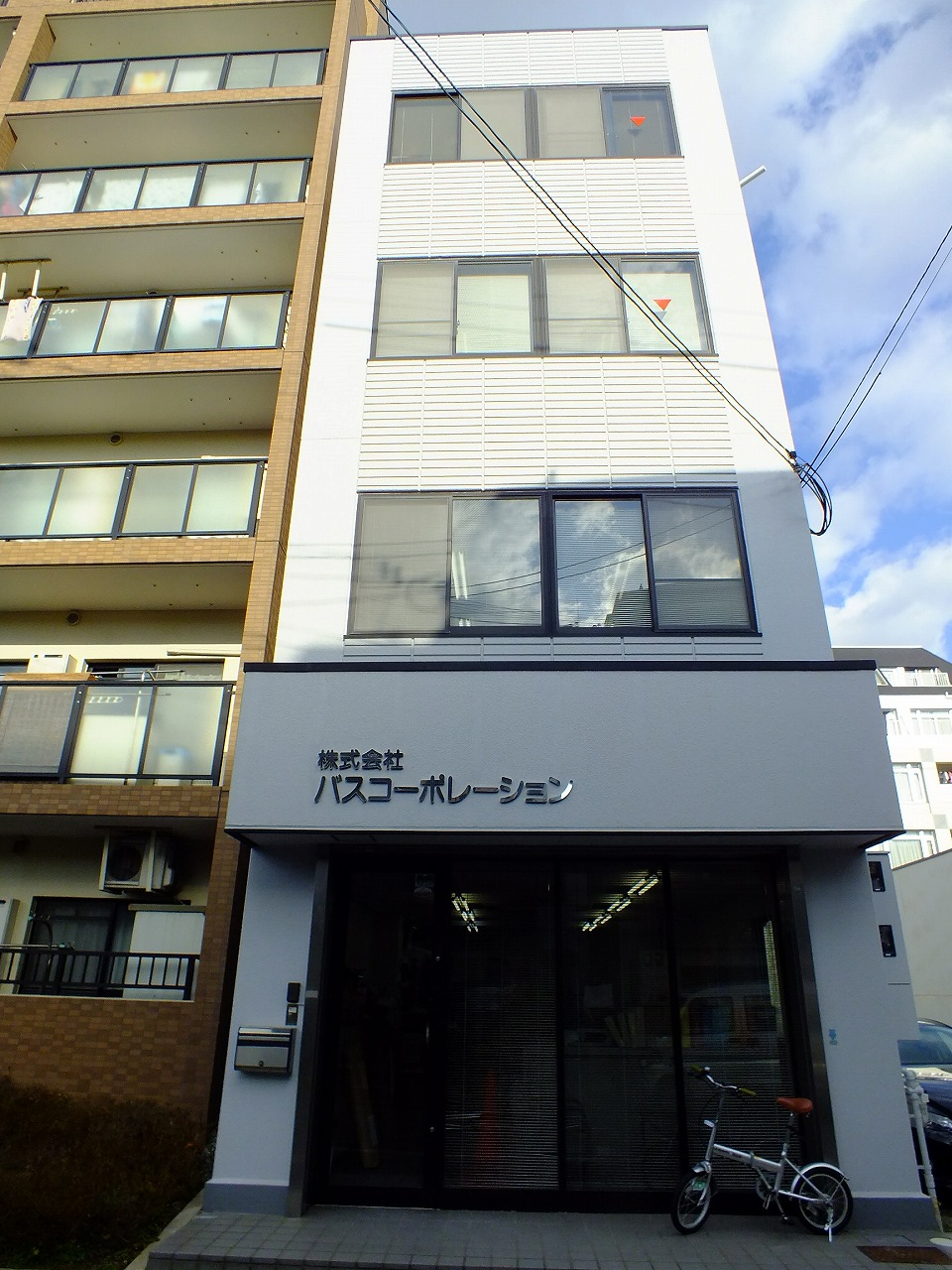
バス・コーポレーション本社

## 伝統芸能
- 須磨琴
- 須磨人形

## 出身有名人
政治・経済
- 斎藤元彦（兵庫県知事）
- 島田叡 （沖縄県最後の官選知事　沖縄戦にて犠牲になる）
- 濵田幸一（実業家・アースインフィニティ創業者・ラジオコメンテーター）

芸能・放送
- 伊藤利尋（フジテレビアナウンサー）
- 井上希美（ミュージカル俳優）
- 大橋未歩（テレビ東京アナウンサー）
- 大吉洋平（毎日放送アナウンサー）
- 沖至（ジャズトランペッター）
- 久宝留理子（ミュージシャン）
- 黒田有彩（タレント）
- コザック前田（ガガガSPのボーカル）
- 後藤康二（ミュージシャン、元ZYYGのメンバー）
- 下塚誠（俳優）
- 瀬戸カトリーヌ（タレント）
- 中條健一（吉本興業所属、吉本新喜劇男優）
- dEnkA（ミュージシャン、KNOCK OUT MONKEYのギタリスト）
- 徳岡慶也（ミュージシャン、DEPAPEPE）
- 濱田マリ（タレント）
- 平松愛理（シンガーソングライター）
- フースーヤ（お笑い芸人）
- 水原希子（モデル、女優）
- 水原佑果（モデル）
- 宮崎隆睦（ミュージシャン、元T-SQUAREのメンバー）
- 山之内すず（タレント）

スポーツ
- 岩波拓也（サッカー選手）
- 須磨ノ富士茂雄（大相撲力士、中村部屋所属）
- マック鈴木（プロ野球選手）
- 三原舞依（フィギュアスケート選手）
- 安田悠馬（プロ野球選手）

その他
- 谷川浩司（将棋棋士）
- 横山光輝（漫画家）

### ゆかりの人物

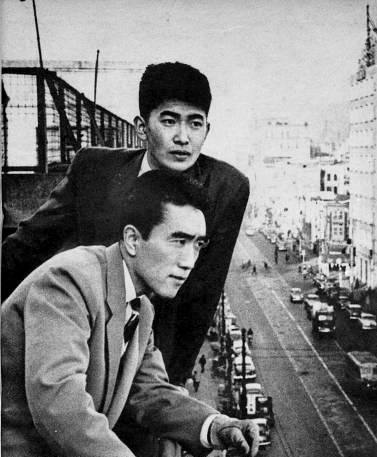
若き日の石原慎太郎と三島由紀夫

- 石原慎太郎（作家、政治家・元東京都知事）

父の仕事の関係で神戸・須磨で生まれ幼少期を過ごす。園田学園女子大学名誉教授田辺眞人によれば、「私の祖母が、そのあたり一帯のかつての地主につながる家柄だったんですが、その祖母が、石原慎太郎さんが作家デビューして有名になった頃、こんなふうにいっていたのを記憶しています。“あの人は昔、大手に住んでいたんや。大手で慎太郎も裕次郎も生まれたんよ。あのへんは明治くらいまで一本松という大きな立派な松の木があって、石原一家はその松の木の南側の家に住んでいたんよ。山陽電鉄の東須磨駅と板宿駅の間に、昔は大手という駅があって、そのすぐそばやった。”（父親の潔さんは）そこから電車で会社に行ってはったようですよ。家は山下汽船の社員寮で、一見長屋風だったらしい。あの辺は比較的階層が高い人が住んでいて、いわゆる中産階級より少し上のクラスの人が住むところでした。だから社員寮もかなり立派で、造りは長屋風といっても、それぞれ独立した一軒家だったようです。もうその家はとっくにとりこわされていますし、当時のことを知る人もまずいないでしょうね」という。
- 大橋翠石（日本画家、動物画家） - 大正から昭和まで須磨に住する。
- 佐川満男（歌手・俳優） - 神戸市立須磨高等学校卒業
- 熊元プロレス（芸人、紅しょうが）- 神戸市立須磨高等学校卒業
- 澤田太郎（大丸松坂屋百貨店社長） - 実家や中学・高校は灘区だが、自宅が須磨にある[40]。なお、同社は区内に大丸須磨店を営業している。
- 八木かなえ（重量挙げ選手） - 兵庫県立須磨友が丘高等学校卒業
- 山口吉郎兵衛 - 山口財閥当主。須磨に別荘があり、病弱だったためここで育った。同財閥幹部の坂野兼通（銀行頭取）の別荘、その娘が嫁いだ愛媛県今治市の旧家・柳瀬家（綿織物業老舗）の別荘も須磨にあった[41]。当地には別荘所有者たちが設立した私立須磨浦尋常小学校（現・須磨浦小学校）があり、柳瀬家の子供らもここに通った[42]。